# Oomph! (álbum)
Oomph! é o álbum de estreia da banda alemã de mesmo nome. Sendo lançado no dia 11 de novembro de 1992.
O produtor Jorgen Mulder, conhecido como Jor Jenka, de Berlim, assinou com o Oomph! em 1990 para sua gravadora de EBM e eletrônica Machinery Records. O primeiro trabalho da banda com a gravadora foi o single de Ich bin Du, que atingiu o top 10 das paradas independentes dos EUA em 1992 e 1993, que acabou os levando a uma estreia ao vivo esgotada em Nova York na casa noturna Limelight. O álbum foi lançado nos EUA no ano seguinte pela Futurist Records.
O álbum foi relançado em 2004 pela Mayan Records na Alemanha e pela Soyuz Music na Rússia, contendo uma nova arte no livreto, disco e contracapa, além de ter cinco músicas extras. Foi relançado novamente em 2019 pela Napalm Records, atual gravadora da banda.

## Faixas
| N.º            | Título                     | Duração |  |
| 1.             | "Mein Herz"                | 3:55    |  |
| 2.             | "Me Inside You"            | 4:59    |  |
| 3.             | "Der Neue Gott"            | 4:42    |  |
| 4.             | "No Heart No Pain"         | 3:40    |  |
| 5.             | "Breathe"                  | 4:15    |  |
| 6.             | "Gleichschritt"            | 5:39    |  |
| 7.             | "Under Pressure"           | 3:58    |  |
| 8.             | "Wir Leben"                | 3:21    |  |
| 9.             | "Purple Skin"              | 4:20    |  |
| 10.            | "Ich bin Du"               | 6:13    |  |
| 11.            | "Der Neue Gott" (CD Bonus) | 4:38    |  |
| Duração total: | Duração total:             | 49:44   |  |

- Edições de 2004 e 2019

| N.º | Título                                                          | Duração |  |
| 1.  | "Mein Herz"                                                     | 3:55    |  |
| 2.  | "Me Inside You"                                                 | 4:59    |  |
| 3.  | "Der Neue Gott"                                                 | 4:42    |  |
| 4.  | "No Heart No Pain"                                              | 3:40    |  |
| 5.  | "Breathe"                                                       | 4:15    |  |
| 6.  | "Gleichschritt"                                                 | 5:39    |  |
| 7.  | "Under Pressure"                                                | 3:58    |  |
| 8.  | "Wir Leben"                                                     | 3:21    |  |
| 9.  | "Purple Skin"                                                   | 4:20    |  |
| 10. | "Ich bin Du"                                                    | 6:13    |  |
| 11. | "Sick Song"                                                     | 5:58    |  |
| 12. | "Der Neue Gott" (Machinery Mix - por Jor Jenka e Steve Naghavi) | 4:05    |  |
| 13. | "Ich bin Du" (Extended Club Mix)                                | 6:19    |  |
| 14. | "Der Neue Gott" (Jack is Dub Mix)                               | 3:38    |  |
| 15. | "Mein Herz (Urversion)" (Versão Demo)                           | 1:46    |  |

## Histórico de lançamento
| País                    | Data                   | Gravadora                                     | Formato                             | Catálogo                 |
| ----------------------- | ---------------------- | --------------------------------------------- | ----------------------------------- | ------------------------ |
| Alemanha                | 11 de novembro de 1992 | Machinery Records                             | CD, LP                              | MA 8-2 MA 8-1            |
| Estados Unidos          | 4 de maio de 1993      | Futurist Records                              | CD, Cassete                         | FD-1020 FS-1020          |
| União Europeia · Rússia | 30 de novembro de 2004 | Sanctuary Records Soyuz Records Mayan Records | CD                                  | MYNCD019                 |
| União Europeia · Mundo  | 29 de Março de 2019    | Napalm Records                                | CD, LP, Download digital, Streaming | NPR 829 JC NPR 829 VINYL |

## Créditos
- Jor Jenka - Arte, arte da capa, produtor executivo;
- Matthias Kontny, Olli Belz - engenheiros de áudio;
- Crap - guitarras
- Maren Lotz - design da arte, tipografia, logomarca;
- Flux - Mixagem;
- Crap, Dero Goi, Flux - música, letras;
- Edgar Gerhard - fotografia (da banda);
- Oomph! - produção;
- Flux - samplers, sintetizadores;
- Dero Goi - vocais, bateria